# 冠婚葬祭互助会
冠婚葬祭互助会（かんこんそうさいごじょかい）とは、加入者が毎月一定額の掛金を前払金として払い込むことにより、結婚式や葬儀など冠婚葬祭の儀式に対するサービスが受けられるシステムである。略称は「互助会」。

## 概要
互助会は経済産業省認可の組織であり、営利事業の形態のひとつである。一時的に大きな支出が必要な冠婚葬祭にかかる費用を積み立てることで、相互に助け合う目的で始まった。
事前に費用の一部を前払いで積み立てさせ、かつ予約方式で契約し、施行時期が来たら、依頼されて不足分を請求して実施する方式、いわゆる互助会方式を採っているのが特徴であり、2019年2月現在の直接的な法規制では無いが、割賦販売法上の「前払式割賦販売」とも解釈し得る役務取引である。
2018年3月31日現在、互助会の数は全国で250社で、前受金合計は2兆4592億円、加入契約数は2313万件と推定されている。

## 沿革
- 1948年（昭和23年） - 神奈川県横須賀市で葬祭業を営む西村熊彦によって、横須賀市冠婚葬祭互助会（現・横須賀冠婚葬祭互助会）が設立される[3]。
- 1953年（昭和28年） -  山本信嗣によって、名古屋市冠婚葬祭互助会（現・平安閣グループ）が設立される。
- 1972年（昭和47年） -  互助会事業が、同年成立した改正割賦販売法の対象となり、同法に基づき、通商産業省（現・経済産業省）による許可制事業（前払式特定取引業者）となる。
- 1973年（昭和43年） -  互助会保証株式会社が設立される[4]。

## 業界団体・統括団体
- 全国冠婚葬祭互助会連盟
- 全日本冠婚葬祭互助協会
- 全中協協同組合
- 全日本冠婚葬祭互助協同組合（玉姫殿・玉泉院）
- 全日本冠婚葬祭互助支援協会

業界団体が乱立している。
それぞれの業界団体が共通した施設名を使用する傾向がある。

## 課題
経済産業省許可表示について
1975年（昭和50年）、通商産業省（現・経済産業省）は、未許可の互助会が「通産省・政府許可」を謳って会員勧誘をしているとして、未許可業者に対して指導を行うよう全国に通達した。
解約手数料について
2013年（平成25年）、経済産業省は、解約手数料の在り方が消費者問題になっているとして、全日本冠婚葬祭互助協会と共に、解約手数料に関する研究会を発足させた。
2015年（平成27年）、互助会の解約手数料が高額かそうでないかが争われ、最高裁判所は「会報発行料と集金費用を超える分は取ってはならない」とした大阪高等裁判所の決定を支持した（セレマ訴訟）。
2016年（平成28年）、最高裁判所は「勧誘関連⼈件費、会員管理費用も解約手数料に含まれる」とした福岡高等裁判所の決定を支持した（日本セレモニー訴訟）